# Giorgi Tetrashvili
Giorgi Tetrashvili (Georgia, 31 de agosto de 1993) es un jugador profesional georgiano de rugby que se desempeña en la posición de pilar izquierdo en Union Sportive Arlequins Perpignanais, equipo perteneciente a la liga Top 14.

## Carrera
Tetrashvili es un jugador de formación francesa (JIFF). Comenzó su carrera deportiva con el equipo Sporting Club Albi, en el cual jugó dos temporadas (2012-2014), después pasó a Sporting Union Agen (2014-2021), luego a Union Sportive Arlequins Perpignanais, donde lleva jugando tres temporadas.